# Teoría del descubrimiento fenicio de América

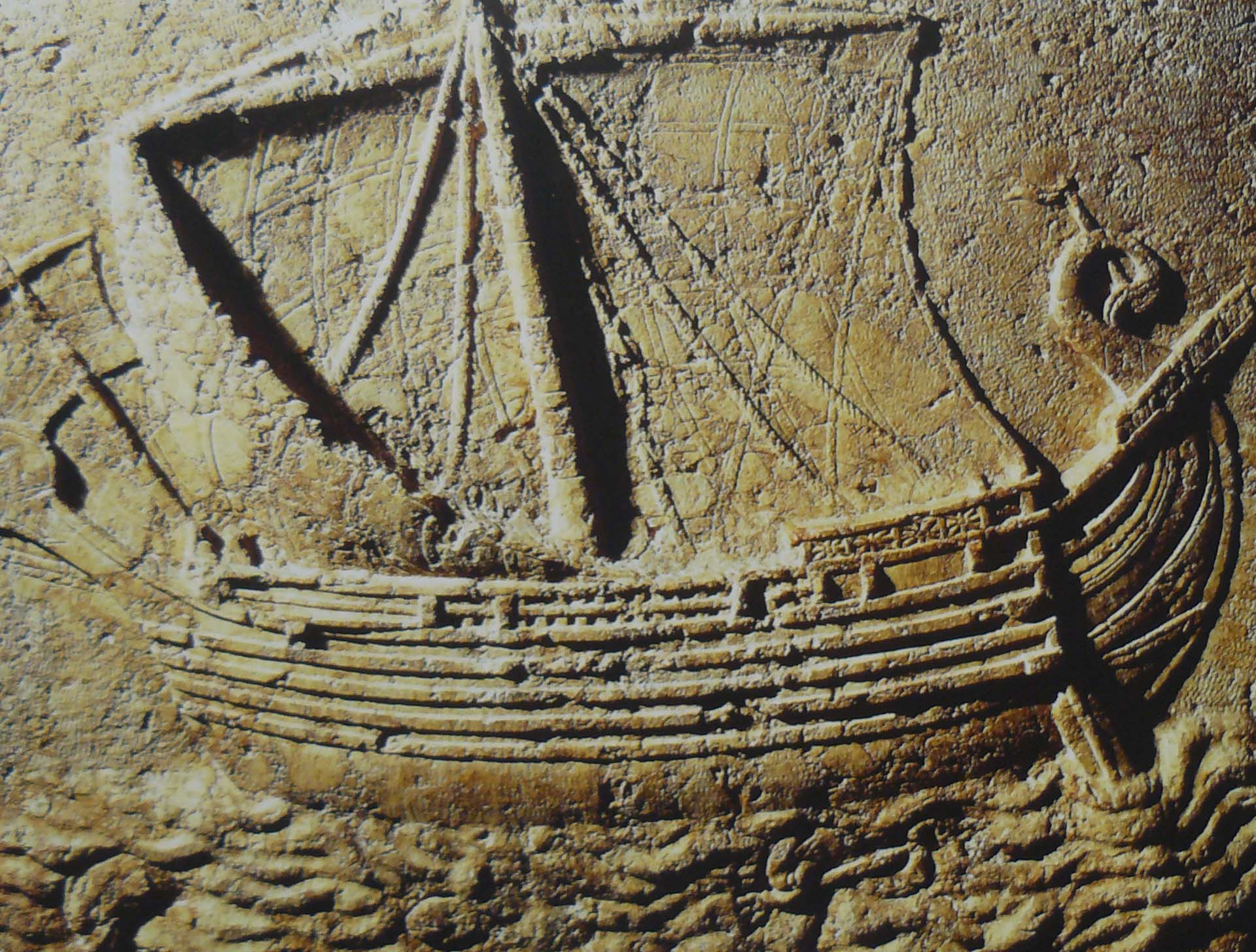
Un barco fenicio tallado en un sarcófago en el siglo segundo a. C.

La teoría del descubrimiento fenicio de América sugiere que el primer contacto del Viejo Mundo con América no fue con Colón o con asentamientos vikingos, sino con los fenicios (o, alternativamente, otros pueblos semitas) en el primer milenio antes de Cristo.

## Antes delsigloXX
Esta teoría del descubrimiento fenicio de América fue popular en los siglos XVIII y XIX. A finales del siglo XVIII, se especulaba con los orígenes de los petroglifos en Dighton Rock. Ezra Stiles, el presidente de la Universidad de Yale, pensaba que eran hebreos. Antoine Court de Gébelin, que inició el uso moderno del tarot, afirmó en Le Monde primitif que conmemoraban una antigua visita a la costa de Massachusetts de un grupo de marineros de Cartago.
En el siglo XIX, la creencia en una visita israelita a América se volvió parte del mormonismo. Ross T. Christensen propuso la teoría de que los mulequitas del Libro de Mormón eran «ampliamente fenicios en su origen étnico».
En su libro de 1871 Ancient America, John Denison Baldwin afirmó que
La conocida iniciativa de la raza fenicia, y este antiguo conocimiento de América, tan diversamente expresado, apoya fuertemente la hipótesis de que el pueblo llamado fenicio vino a este continente, estableciendo colonias en la región donde se encuentran ciudades en ruinas, y llenándolo con vida civilizada. Se dice que hicieron viajes al «gran océano exterior», y que tales navegantes deben haber cruzado el Atlántico; y se añade que se encuentran artilugios simbólicos similares a los de los fenicios en las ruinas americanas, y que una vieja tradición de los nativos mexicanos y centroamericanos describía a los primeros civilizadores como «hombres blancos con barba» que «vinieron del este en barcos».

En la década de 1870, una inscripción en piedra fue presuntamente descubierta en Paraíba, Brasil. Se mostró una transcripción a Ladislau de Souza Mello Netto, director del Museo Nacional de Brasil. Netto aceptó la inscripción como genuina, pero cuando más tarde se afirmó que era un bulo, Netto reculó y acusó a los extranjeros de su fabricación. En la década de 1960, Cyrus H. Gordon creyó que la inscripción era genuina y elaboró una traducción que comienza con «Somos canaanitas sidonios de la ciudad del Rey Mercantil (...)». Las formas de las letras de la inscripción son variantes que ocurrieron individualmente y desaparecieron en un margen de 800 años y por tanto la confluencia en una única pieza de escritura de todas ellas verifica que la inscripción es un bulo.

## Teorías delsigloXX

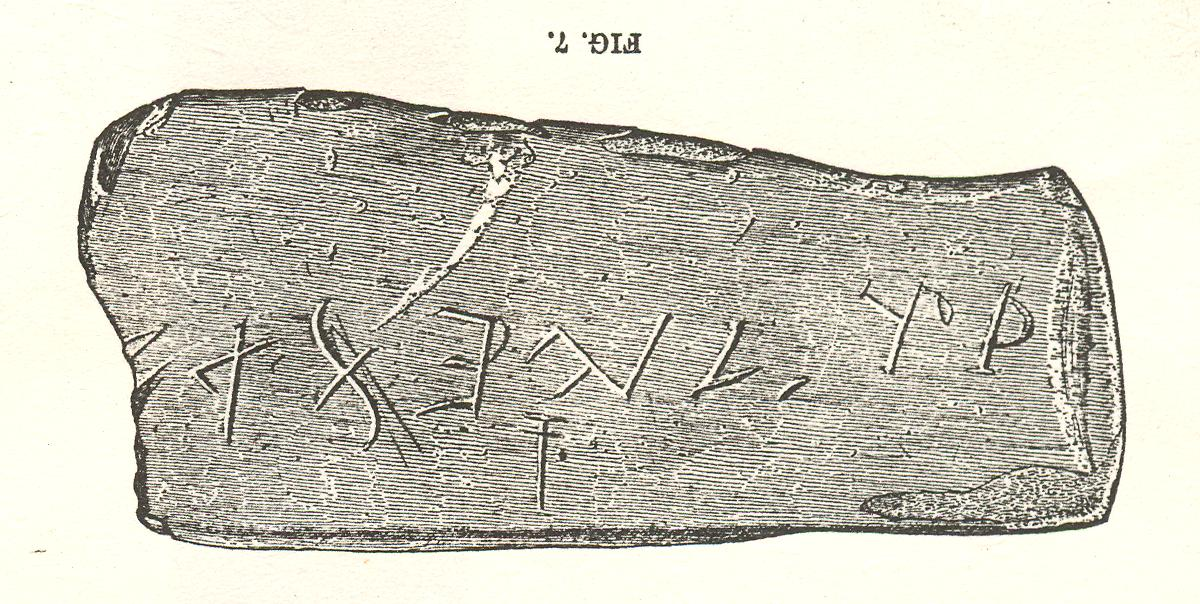
Litografía de la inscripción de Bat Creek, que Cyrus H. Gordon creía paleohebrea.

En el siglo XX sus adeptos incluyen a Cyrus H. Gordon, John Philip Cohane, Ross T. Christensen, Barry Fell y Mark McMenamin. Gordon creía que se habían encontrado inscripciones hebreas antiguas en dos yacimientos en el sudeste de Estados Unidos, indicando que los judíos habían llegado allí antes que Colón. Uno de estos supuestos descubrimientos era la inscripción de Bat Creek, que Gordon creía paleohebrea, pero que se cree generalmente una falsificación. Otro descubrimiento que se afirma como respaldo de la teoría del descubrimiento semita de América es la piedra de Los Lunas, que también se ha descartado como una falsificación.
En 1996, Mark McMenamin propuso que los fenicios descubrieron el Nuevo Mundo c. 350 a. C. El estado fenicio de Cartago acuñó estateros de oro en el 350 a. C. con un patrón, en el exergo del reverso de las monedas, que McMenamin interpretó como un mapa del Mediterráneo con América representada al oeste al otro lado del Atlántico. McMenamin demostró más tarde que las presuntas monedas cartaginesas que se encontraron en América eran falsificaciones modernas.
Varias teorías de los fenicios/canaanitas/cartagineses en el Nuevo Mundo fueron discutidas, sus evidencias fueron revisadas y fueron descartadas por Marshall McKusick en The Biblical Archaeologist, 1979; observó que «en el mundo moderno todo el mundo desea ser su propia autoridad, y la búsqueda personal de alternativas culturales para hacer toda idea o teoría igual en valor».

## Teorías delsigloXXI
Lucio Russo ha especulado sobre una posible llegada de los fenicios a América en su análisis filológico de la Geografía de Ptolomeo dado en L'America dimenticata. En su libro, Ptolomeo da las coordenadas de las Islas Afortunadas pero al mismo tiempo encoge el tamaño del mundo en un tercio comparado con el tamaño medido por Eratóstenes.
Russo observó que atribuyendo esas coordenadas a las Antillas, el mundo vuelve al tamaño adecuado, la descripción geográfica dada por Ptolomeo se ajusta mucho mejor y ciertas deformaciones misteriosas en el mapa del mundo de Ptolomeo desaparecen. Russo afirma que las coordenadas de las Antillas debían ser conocidas por la fuente de Ptolomeo, que era Hiparco. Hiparco vivió en Rodas y pudo haber obtenido esta información de marineros fenicios, dado que tenían el control total del Mediterráneo occidental en aquellos tiempos.

## Evaluación académica
Glenn Markoe afirma que «probablemente nunca se sabrá» si los fenicios llegaron alguna vez a América. Recalca,

La prueba en forma de una inscripción, como el célebre texto fenicio presuntamente encontrado en Paraíba en el norte de Brasil, permanece improbable. Esta última, que narra el desembarco de un grupo llevado por la tormenta desde Sidón, ha sido largamente reconocido como una falsificación astuta. Si tan fatídica expedición hubiera ocurrido realmente, es más probable encontrar la prueba en un puñado de fragmentos de cerámica fenicios.

Ronald H. Fritze discute la historia de estas pretensiones del siglo XVII al XX, concluyendo que, aunque técnicamente posibles,
no se ha descubierto ninguna evidencia arqueológica para probar las aseveraciones de Irwin, Gordon, Bailey, Fell y otros. Dado que incluso la efímera presencia nórdica en Vinland dejó restos arqueológicos claros en L'Anse aux Meadows en Newfoundland, parece lógico que la presunta presencia más amplia de los fenicios y cartagineses habría dejado una evidencia similar. La ausencia de estos restos es una fuerte evidencia circunstancial de que los fenicios y los cartagineses nunca llegaron a América.